# Wereldkampioenschappen synchroonzwemmen 1998
De wereldkampioenschappen synchroonzwemmen 1998 werden van 8 tot en met 17 januari 1998 gehouden in Perth, Australië. Het toernooi was onderdeel van de wereldkampioenschappen zwemsporten 1998.

## Medailles
| Onderdeel | Goud | Goud    | Zilver | Zilver  | Brons | Brons   |
| Vrouwen   | Vrouwen | Vrouwen | Vrouwen | Vrouwen | Vrouwen | Vrouwen |
| --------- | --- | ------- | --- | ------- | --- | ------- |
| Solo      | Olga Sedakova Rusland | 99,304  | Virginie Dedieu Frankrijk | 98,154  | Miya Tachibana Japan | 97,530  |
| Duet      | Olga Brusnikina Olga Sedakova Rusland | 99,073  | Miya Tachibana Miho Takeda Japan                                                                                                   | 98,060  | Virginie Dedieu Myriam Lignot Frankrijk | 97,323  |
| Team      | Rusland Olga Sedakova Mariya Kiselyova Anna Yuryaeva Olga Medvedeva Olga Brusnikina Elena Azarova Olga Novokshchenova Alexandra Vassina Elena Barantseva Anna Maslova | 99,317  | Japan Raika Fujii Yoko Isoda Miho Kawabe Mika Kawabe Rei Jimbo Akiko Miyazaki Riho Nakajima Miya Tachibana Miho Takeda Yuko Yoneda | 98,104  | Verenigde Staten Carrie Barton Kara Duncan Bridget Finn Tracie Gayeski Rebecca Jasontek Tina Kasid Kristina Lum Emily Marsh Elicia Marshall Kim Wurzel | 96,829  |

### Medaillespiegel
| Plaats | Land             | Goud | Zilver | Brons | Totaal |
| 1      | Rusland          | 3    | 0      | 0     | 3      |
| 2      | Japan            | 0    | 2      | 1     | 3      |
| 3      | Frankrijk        | 0    | 1      | 1     | 2      |
| 4      | Verenigde Staten | 0    | 0      | 1     | 3      |
| Totaal | Totaal           | 3    | 3      | 3     | 9      |